# 나가사키현립 도요타마 고등학교

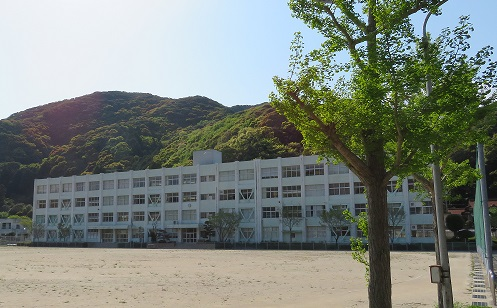
나가사키현립 도요타마 고등학교 전경

나가사키현립 도요타마 고등학교(일본어: 長崎県立豊玉高等学校)는 일본 나가사키현 쓰시마시 도요하라정 니이 지역에 위치하고 있는 현립 고등학교이다. 그러나 이 학교는 쓰시마섬의 중앙부에 위치하고 있는 고등학교이다. 그래서 약칭은 도요코(豊高)이다. 소재지는 우편번호 〒817-1701 나가사키현 쓰시마시 도요타마정 니이 1331-2번지이다.

## 개요
역사
1950년에 공식적으로 개교하게 된 나가사키현립 쓰시마 고등학교 정시제 니이 분교(長崎県立対馬高等学校定時制仁位分校)를 모태로 한다. 그러나 1973년에는 나가사키현립 쓰시마 고등학교로부터 분리 독립하여 현재의 교명으로 개칭되어 오늘에 이르고 있다.
설치 과정 및 학과
전일제 과정을 가진 보통과를 주류로 이룬다.

## 활동 부서
활동하는 부서는 체육부와 문화부로 나뉜다.
- 체육부 : 육상부, 배구부, 농구부, 정구부
- 문화부 : 다도부, 사진부, 취주악부, 도서 동호회 등

## 교통편

### 버스
가장 가까운 버스 정류장은 다음과 같다.
- 쓰시마 교통 : 종관선, 니이선 모두 쓰시마 남부의 이즈하라에서 1시간, 쓰시마 공항에서 40분, 북부의 히타카쓰항에서 약 1시간 15분이 소요된다. 또한 남서부 노선으로 전담되는 고즈나 순환선 역시 사호 방향으로도 정차 가능하며, 동부권 방향인 시오하마 선도 역시 이용 가능하다.
- 쓰시마 시영 버스 : 니이/오시카 선(북동부 방향)도 역시 이용 가능하다.

### 도로
- 국도 제382호선 (일본)
- 나가사키현도 제232호선

## 주변 시설
- 쓰시마시립 도요타마 소학교
- 쓰시마시립 도요타마 중학교
- 쓰시마미나미 경찰서 도요타마 경찰관 주재소
- 도요타마 우편국
- 18은행 도요타마지점
- 쓰시마 임업조합
- 와타즈미미코 신사
- 와타즈미 신사
- 니이강
- 니이항
- 니이아소만